# 다케우치 도모카
다케우치 도모카(일본어: 竹内 智香, たけうち ともか, 1983년 12월 21일~)는 일본의 스노보드 선수로 주 종목은 평행대회전이다. 올림픽에 6회 참가하였고 2014년 동계 올림픽 여자 평행대회전에서 은메달을 획득했다. 

## 경력
2014년 동계 올림픽 여자 평행대회전 결승 1차 레이스에서 스위스의 파트리치아 쿠머보다 0.30초 먼저 결승점에 통과했으나 2차 레이스 도중 넘어지면서 금메달 획득에 실패했다.

## 성적

### 올림픽
| 년도 | 대회일   | 장소                | 종목            | 결과 | 메달 |
| ---- | -------- | ------------------- | --------------- | ---- | ---- |
| 2002 | 2월 15일 | 미국 솔트레이크시티 | 여자 평행대회전 | 22위 | -    |
| 2006 | 2월 23일 | 이탈리아 토리노     | 여자 평행대회전 | 9위  | -    |
| 2010 | 2월 26일 | 캐나다 밴쿠버       | 여자 평행대회전 | 13위 | -    |
| 2014 | 2월 19일 | 러시아 소치         | 여자 평행대회전 | 2위  |      |